# Rally di Germania 2011
Il Rally di Germania 2011 è stata la nona prova del Campionato mondiale di rally 2011. Questa competizione si è disputata dal 19 agosto ed è terminata il 21 dello stesso mese; il luogo di partenza è stato la città di Treviri, nella Renania-Palatinato, una regione della Germania. Il rally è inoltre la sesta tappa del Campionato mondiale di rally Super 2000 e la quarta del WRC Academy.
Sébastien Ogier si è aggiudicato il suo primo rally sull'asfalto, ed è stato il primo pilota di rally a vincere questa prova, ad eccezione del suo compagno di squadra Sébastien Loeb, da quando il rally di Germania è diventato tappa del mondiale nel 2002. Ogier ha beneficiato della foratura occorsa al sette volte iridato Sébastien Loeb durante l'ultima speciale del sabato, e al termine del rally ha concluso con un vantaggio di appena 40 secondi sul compagno di squadra. Dani Sordo ha concluso al terzo posto in classifica, portando a casa il primo podio per la Mini dal suo ritorno alle gare.
Nell'SWRC, Ott Tänak ha vinto agevolmente, con un vantaggio di oltre cinque minuti, mentre nel WRC Academy la partenza strepitosa di inizio stagione di Egon Kaur si è fermata proprio qui dato che ha concluso il rally all'ottavo posto. Craig Breen, che aveva concluso al secondo posto il rally di Finlandia, ha vinto per la sua prima volta in questa classe. L'italiano Andrea Crugnola si è classificato al terzo posto, raggiungendo così il primo podio in carriera nel WRC Academy.

## Resoconto WRC
La prima speciale del Rally di Germania 2011 si conclude con la vittoria del finlandese Latvala che si impone davanti ai due assi francesi e al suo compagno di squadra; in seguito è Sébastien Ogier a terminare i 22 km successivi davanti a tutti e distanziando la coppia finlandese di oltre mezzo minuto. Nelle due prove seguenti Latvala perde pesantemente nei confronti dei migliori a causa di alcuni problemi alla sua vettura, ed è costretto a continuare utilizzando solo tre cilindri; Loeb fa segnare ottimi tempi nella terza e quinta speciale portantosi così in testa al rally. Con la sesta prova si conclude la prima frazione e Loeb conduce come gli anni precedenti in terra tedesca, tenendo dietro Ogier e Hirvonen, con Latvala ad oltre sei minuti per i problemi elencati.
La seconda giornata si apre con il ritorno del giovane finlandese del team Ford che può guadagnare solo pochi secondi sui piloti che lo precedono in classifica; con l'ottava speciale il divario tra i due francesi si assottiglia mentre lo spagnolo Dani Sordo su Mini si avvicina alla terza posizione di Hirvonen. Durante la decima speciale Hirvonen ha una foratura e conclude con un distacco di oltre un minuto, perdendo così la terza posizione in classifica generale e per pochi secondi Kris Meeke non gli sottrae la quarta piazza. L'undicesima speciale vede la vittoria di Ogier che lima ulteriormente il suo ritardo fino a 1.3 secondi da Loeb, Latvala intanto continua a piazzarsi nelle prime posizioni e risale fino al decimo posto insidiando chi lo precede. Nelle speciali numero dodici e tredici lo spagnolo Dani Sordo si comporta molto bene e non permette grossi recuperi a Mikko Hirvonen che è stazionario in quarta posizione, mentre l'ennesimo problema per Jari-Matti Latvala, una collisione, gli fa perdere minuti importanti. La chiave del Rally di Germania 2011 la si trova nella prova speciale numero quattordici durante la quale il campione del mondo in carica Loeb incorre in una foratura che lo costringe a continuare sul solo cerchione e gli causa un minuto e quindici secondi di ritardo. Alla fine del secondo giorno è dunque Ogier davanti a tutti, con Loeb in terza piazza e Sordo davanti a Hirvonen.
Nelle prime due speciali del giorno conclusivo Sébastien Ogier accusa lievi ritardi ma conserva un buon margine sul suo diretto avversario; Hirvonen invece rischia grosso nella speciale numero sedici quando finisce molto largo sull'erba a bordo strada. Nella prova diciassette e diciotto Loeb si gioca le sue ultime possibilità di rimonta ma termina a quarantuno secondi di ritardo proprio a ridosso della Power Stage conclusiva; Kris Meeke, in sesta posizione generale, finisce contro delle piante di uva ma riesce comunque a ripartire indenne dalla collisione. Per sua sfortuna sarà costretto al ritiro per problemi elettrici proprio nella penultima prova del rally, quando sembrava già proiettato verso dei consistenti punti mondiali. La Power Stage conclusiva, svolta nella città di Treviri, viene vinta da Loeb che guadagna tre importanti punti in classifica e uno nei confronti del compagno di squadra che termina a due secondi in questa prova finale; il punto della terza posizione se lo aggiudica Petter Solberg che precede Latvala di quarantaquattro millesimi di secondo.

## Risultati

### Classifica
| Pos         | Pilota                   | Co-pilota            | Auto                       | Tempo     | Distacco | Punti    |
| Generale    | Generale                 | Generale             | Generale                   | Generale  | Generale | Generale |
| ----------- | ------------------------ | -------------------- | -------------------------- | --------- | -------- | -------- |
| 1.          | Sébastien Ogier          | Julien Ingrassia     | Citroën DS3 WRC            | 3:32:15.9 | 0.0      | 27       |
| 2.          | Sébastien Loeb           | Daniel Elena         | Citroën DS3 WRC            | 3:32:55.7 | 39.8     | 21       |
| 3.          | Dani Sordo               | Carlos del Barrio    | Mini John Cooper Works WRC | 3:34:11.5 | 1:55.6   | 15       |
| 4.          | Mikko Hirvonen           | Jarmo Lehtinen       | Ford Fiesta RS WRC         | 3:34:59.6 | 2:43.7   | 12       |
| 5.          | Petter Solberg           | Chris Patterson      | Citroën DS3 WRC            | 3:36:03.9 | 3:48.0   | 11       |
| 6.          | Kimi Räikkönen           | Kaj Lindström        | Citroën DS3 WRC            | 3:39:40.5 | 7:24.6   | 8        |
| 7.          | Henning Solberg          | Ilka Minor           | Ford Fiesta RS WRC         | 3:40:01.8 | 7:45.9   | 6        |
| 8.          | Armindo Araújo           | Miguel Ramalho       | Mini John Cooper Works WRC | 3:41:45.7 | 9:29.8   | 4        |
| 9.          | Peter Van Merksteijn Jr. | Erwin Mombaerts      | Citroën DS3 WRC            | 3:42:17.5 | 10:01.6  | 2        |
| 10.         | Dennis Kuipers           | Frédéric Miclotte    | Ford Fiesta RS WRC         | 3:42:24.9 | 10:09.0  | 1        |
| SWRC        |                          |                      |                            |           |          |          |
| 1. (12.)    | Ott Tänak                | Kuldar Sikk          | Ford Fiesta S2000          | 3:46:04.8 | 0.0      | 25       |
| 2. (16.)    | Nasser Al-Attiyah        | Giovanni Bernacchini | Ford Fiesta S2000          | 3:51:43.4 | 5:38.6   | 18       |
| 3. (19.)    | Frigyes Turán            | Gábor Zsiros         | Ford Fiesta S2000          | 3:54:08.1 | 8:03.3   | 15       |
| 4. (20.)    | Juho Hänninen            | Mikko Markkula       | Škoda Fabia S2000          | 3:57:41.9 | 11:37.1  | 12       |
| 5. (22.)    | Karl Kruuda              | Martin Järveoja      | Škoda Fabia S2000          | 4:00:56.6 | 14:51.8  | 10       |
| 6. (30.)    | Martin Prokop            | Jan Tománek          | Ford Fiesta S2000          | 4:12:50.9 | 26:46.1  | 8        |
| 7. (32.)    | Hermann Gassner Jr.      | Kathi Wüstenhagen    | Škoda Fabia S2000          | 4:19:04.2 | 32:59.4  | 6        |
| 8. (35.)    | Bernardo Sousa           | António Costa        | Ford Fiesta S2000          | 4:20:56.7 | 34:51.9  | 4        |
| 9. (39.)    | Felix Herbold            | Michael Kölbach      | Ford Fiesta S2000          | 4:27:00.5 | 40:55.7  | 2        |
| WRC Academy |                          |                      |                            |           |          |          |
| 1.          | Craig Breen              | Gareth Roberts       | Ford Fiesta R2             | 3:07:54.0 | 0.0      | 30       |
| 2.          | Yeray Lemes              | Rogelio Peñate       | Ford Fiesta R2             | 3:08:09.1 | 15.1     | 25       |
| 3.          | Andrea Crugnola          | Roberto Mometti      | Ford Fiesta R2             | 3:09:37.2 | 1:42.3   | 15       |
| 4.          | José Antonio Suárez      | Cándido Carrera      | Ford Fiesta R2             | 3:09:52.2 | 1:58.2   | 12       |
| 5.          | Jan Černý                | Pavel Kohout         | Ford Fiesta R2             | 3:10:20.0 | 2:26.0   | 11       |
| 6.          | Fredrik Åhlin            | Bjorn Nilsson        | Ford Fiesta R2             | 3:11:02.5 | 3:08.5   | 8        |
| 7.          | Sepp Wiegand             | Claudia Harloff      | Ford Fiesta R2             | 3:11:49.8 | 3:55.8   | 0        |
| 8.          | Egon Kaur                | Erik Lepikson        | Ford Fiesta R2             | 3:12:21.7 | 4:27.7   | 4        |
| 9.          | Alastair Fisher          | Daniel Barritt       | Ford Fiesta R2             | 3:14:04.3 | 6:10.3   | 2        |
| 10.         | Timo van der Marel       | Erwin Berkhof        | Ford Fiesta R2             | 3:14:27.8 | 6:33.8   | 1        |

### Prove speciali
| Giorno                 | Prova | Ora   | Nome                                   | Lunghezza | Vincitore          | Tempo   | V. media    | Leader del rally   |
| ---------------------- | ----- | ----- | -------------------------------------- | --------- | ------------------ | ------- | ----------- | ------------------ |
| Frazione 1 (19 agosto) | PS1   | 10:13 | Ruwertal / Fell 1                      | 24.18 km  | Jari-Matti Latvala | 13:57.4 | 103.95 km/h | Jari-Matti Latvala |
| Frazione 1 (19 agosto) | PS2   | 11:26 | Grafschaft Veldenz 1                   | 22.47 km  | Sébastien Ogier    | 13:18.9 | 101.25 km/h | Sébastien Ogier    |
| Frazione 1 (19 agosto) | PS3   | 12:14 | Moselland 1                            | 19.92 km  | Sébastien Loeb     | 12:15.1 | 97.55 km/h  | Sébastien Loeb     |
| Frazione 1 (19 agosto) | PS4   | 15:07 | Ruwertal / Fell 2                      | 24.18 km  | Sébastien Ogier    | 13:50.3 | 104.84 km/h | Sébastien Loeb     |
| Frazione 1 (19 agosto) | PS5   | 16:20 | Grafschaft Veldenz 2                   | 22.47 km  | Sébastien Loeb     | 12:51.5 | 104.85 km/h | Sébastien Loeb     |
| Frazione 1 (19 agosto) | PS6   | 17:08 | Moselland 2                            | 19.92 km  | Sébastien Loeb     | 12:01.9 | 99.34 km/h  | Sébastien Loeb     |
| Frazione 2 (20 agosto) | PS7   | 8:18  | Hermeskeil / Gusenburg 1               | 11.37 km  | Jari-Matti Latvala | 6:12.9  | 109.77 km/h | Sébastien Loeb     |
| Frazione 2 (20 agosto) | PS8   | 9:31  | Bosenberg 1                            | 14.29 km  | Sébastien Ogier    | 8:25.5  | 101.77 km/h | Sébastien Loeb     |
| Frazione 2 (20 agosto) | PS9   | 10:29 | Birkenfelder Land 1                    | 15.23 km  | Sébastien Loeb     | 8:35.5  | 106.36 km/h | Sébastien Loeb     |
| Frazione 2 (20 agosto) | PS10  | 11:02 | Arena Panzerplatte 1                   | 34.18 km  | Sébastien Ogier    | 19:55.3 | 102.94 km/h | Sébastien Loeb     |
| Frazione 2 (20 agosto) | PS11  | 15:18 | Hermeskeil / Gusenburg 2               | 11.37 km  | Sébastien Ogier    | 6:09.1  | 110.90 km/h | Sébastien Loeb     |
| Frazione 2 (20 agosto) | PS12  | 16:31 | Bosenberg 2                            | 14.29 km  | Sébastien Loeb     | 8:23.8  | 102.11 km/h | Sébastien Loeb     |
| Frazione 2 (20 agosto) | PS13  | 17:29 | Birkenfelder Land 2                    | 15.23 km  | Sébastien Loeb     | 8:36.5  | 106.15 km/h | Sébastien Loeb     |
| Frazione 2 (20 agosto) | PS14  | 18:02 | Arena Panzerplatte 2                   | 34.18 km  | Sébastien Ogier    | 19:49.2 | 103.47 km/h | Sébastien Ogier    |
| Frazione 3 (21 agosto) | PS15  | 8:13  | Dhrontal 1                             | 20.85 km  | Mikko Hirvonen     | 12:17.2 | 101.82 km/h | Sébastien Ogier    |
| Frazione 3 (21 agosto) | PS16  | 8:56  | Moselwein 1                            | 15.12 km  | Jari-Matti Latvala | 9:16.5  | 97.81 km/h  | Sébastien Ogier    |
| Frazione 3 (21 agosto) | PS17  | 11:29 | Dhrontal 2                             | 20.85 km  | Sébastien Loeb     | 12:32.1 | 99.80 km/h  | Sébastien Ogier    |
| Frazione 3 (21 agosto) | PS18  | 12:12 | Moselwein 2                            | 15.12 km  | Sébastien Loeb     | 9:31.4  | 95.26 km/h  | Sébastien Ogier    |
| Frazione 3 (21 agosto) | PS19  | 14:11 | SSS Circus Maximus Trier (Power stage) | 4.37 km   | Sébastien Loeb     | 3:17.4  | 79.70 km/h  | Sébastien Ogier    |

### Power Stage
La "Power stage" è stata una tappa in diretta televisiva della lunghezza di 4.37 km, corsa alla fine del rally, che si è tenuta a Treviri.
| Pos | Pilota          | Tempo  | Distacco | V. media   | Punti |
| --- | --------------- | ------ | -------- | ---------- | ----- |
| 1   | Sébastien Loeb  | 3:17.4 | 0.0      | 79.70 km/h | 3     |
| 2   | Sébastien Ogier | 3:19.4 | +2.0     | 78.90 km/h | 2     |
| 3   | Petter Solberg  | 3:20.4 | +3.0     | 78.50 km/h | 1     |

## Classifiche Mondiali

### Piloti
| Pos | Pilota                   | Punti |
| --- | ------------------------ | ----- |
| 1   | Sébastien Loeb           | 192   |
| 2   | Sébastien Ogier          | 167   |
| 3   | Mikko Hirvonen           | 156   |
| 4   | Jari-Matti Latvala       | 96    |
| 5   | Petter Solberg           | 94    |
| 6   | Mads Østberg             | 56    |
| 7   | Matthew Wilson           | 40    |
| 8   | Kimi Räikkönen           | 34    |
| 9   | Henning Solberg          | 32    |
| 10  | Dani Sordo               | 23    |
| 11  | Federico Villagra        | 20    |
| 12  | Juho Hänninen            | 13    |
| 13  | Martin Prokop            | 7     |
| 14  | Ott Tänak                | 7     |
| 15  | Per-Gunnar Andersson     | 6     |
| 16  | Khalid Al Qassimi        | 5     |
| 17  | Dennis Kuipers           | 5     |
| 18  | Armindo Araújo           | 4     |
| 19  | Hayden Paddon            | 2     |
| 20  | Peter Van Merksteijn Jr. | 2     |
| 21  | Bernardo Sousa           | 1     |
| 22  | Patrik Flodin            | 1     |

### Costruttori
| Pos | Team                                  | Punti |
| --- | ------------------------------------- | ----- |
| 1   | Citroën Total World Rally Team        | 333   |
| 2   | Ford Abu Dhabi World Rally Team       | 242   |
| 3   | M-Sport Stobart Ford World Rally Team | 105   |
| 4   | Petter Solberg World Rally Team       | 83    |
| 5   | ICE 1 Racing                          | 48    |
| 6   | Munchi's Ford World Rally Team        | 32    |
| 7   | FERM Power Tools World Rally Team     | 22    |
| 8   | Team Abu Dhabi                        | 20    |
| 9   | Monster World Rally Team              | 9     |
| 10  | Van Merksteijn Motorsport             | 8     |
| 11  | Brazil World Rally Team               | 1     |

### Piloti S-WRC
| Pos | Pilota              | Punti |
| --- | ------------------- | ----- |
| 1   | Juho Hänninen       | 98    |
| 2   | Ott Tänak           | 80    |
| 3   | Martin Prokop       | 76    |
| 4   | Karl Kruuda         | 58    |
| 5   | Bernardo Sousa      | 55    |
| 6   | Hermann Gassner Jr. | 55    |
| 7   | Frigyes Turán       | 46    |
| 8   | Nasser Al-Attiyah   | 38    |
| 9   | Eyvind Brynildsen   | 16    |
| 10  | Albert Llovera      | 14    |
| 11  | Juha Salo           | 4     |
| 12  | Felix Herbold       | 2     |

### Piloti WRC Academy
| Pos | Pilota              | Punti |
| --- | ------------------- | ----- |
| 1   | Egon Kaur           | 92    |
| 2   | Craig Breen         | 66    |
| 3   | Brendan Reeves      | 36    |
| 4   | Yeray Lemes         | 35    |
| 5   | Jan Černý           | 33    |
| 6   | Andrea Crugnola     | 31    |
| 7   | Miguel Baldoni      | 26    |
| 8   | Fredrik Åhlin       | 25    |
| 9   | Christian Riedemann | 21    |
| 10  | Alastair Fisher     | 18    |
| 11  | Timo van den Marel  | 17    |
| 12  | José Suárez         | 13    |
| 13  | Miko-Ove Niinemäe   | 10    |
| 14  | Molly Taylor        | 6     |